# オルティニャーノ・ラッジョーロ
オルティニャーノ・ラッジョーロ (伊: Ortignano Raggiolo) は、イタリア共和国トスカーナ州アレッツォ県にある、人口約800人の基礎自治体（コムーネ）。

## 地理

### 位置・広がり

#### 隣接コムーネ
隣接するコムーネは以下の通り。
- ビッビエーナ
- カステル・フォコニャーノ
- カステル・サン・ニッコロ
- ローロ・チュッフェンナ
- ポッピ

### 気候分類・地震分類
オルティニャーノ・ラッジョーロにおけるイタリアの気候分類 (it) および度日は、zona E, 2377 GGである。
また、イタリアの地震リスク階級 (it) では、zona 2 (sismicità media) に分類される。

## 行政

### 分離集落
オルティニャーノ・ラッジョーロには以下の分離集落（フラツィオーネ）がある。
- Badia Tega, Macee, Ortignano (sede comunale), Raggiolo, San Piero in Frassino, Uzzano, Villa